# Toyota Avensis Verso
La Toyota Avensis Verso est un monospace du constructeur automobile japonais Toyota vendu de 2001 à 2006.

## Historique

### Lancement du véhicule
En 2001, Toyota lance l'Avensis Verso pour remplacer le Toyota Picnic, produit depuis 1995. Ce monospace, 7 places, est produit au Royaume-Uni pour alimenter le marché européen. Conçu à partir de l'Avensis, familiale 5 places. Le châssis est repris de la routière et est disponible en une version essence, 4 cylindres 2 L VVT-i d'une puissance de 150 chevaux. Il existe aussi une version diesel, 4 cylindres 2 L D-4D, d'une puissance de 116 chevaux.

### Amélioration du véhicule

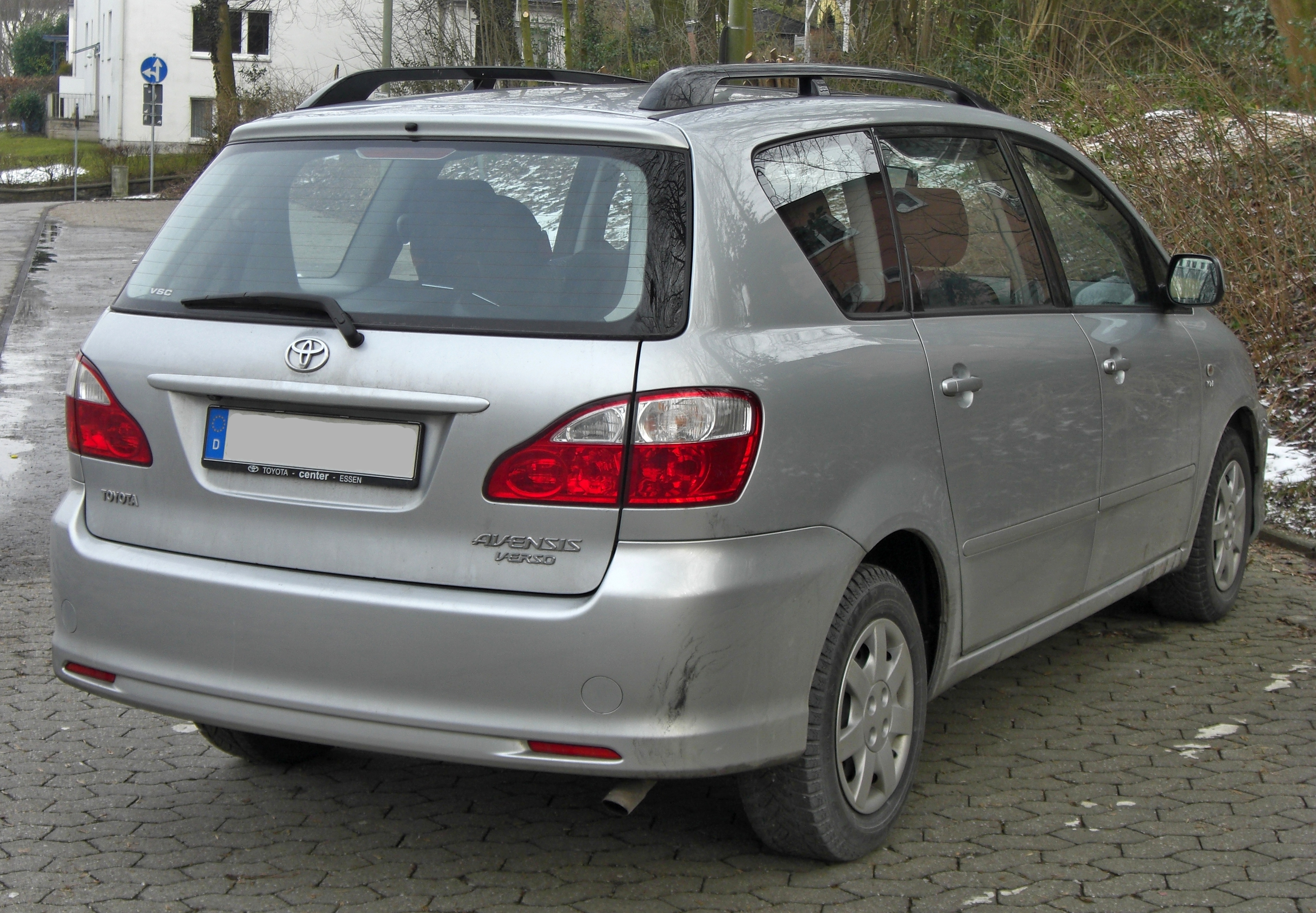
Arrière de la phase 2.

En 2003, deux ans après le début de sa commercialisation, le véhicule est amélioré, tout d'abord, l'esthétique intérieur et extérieur est revue et changée notamment les feux arrière. Des améliorations sont ajoutées au véhicule comme le Correcteur électronique de trajectoire plus connu sous le nom d'ESP et l'antipatinage. Enfin, étant donné que le liquide de refroidissement passe à travers le passage de roue arrière droit, la corrosion endommage le système de climatisation, celui-ci est revu afin d'éviter cela.

### Fin du modèle
En septembre 2006, en raison des ventes trop faibles de ce véhicule, du Toyota Corolla Verso II et III, le véhicule est arrêté et remplacé par le Toyota Verso indirectement.

## Motorisation
Ce véhicule existait avec 2 motorisations, une essence et une diesel.
|                                            | 2.0 VVT-I 150         | 2.0 D-4D 116         |
| ------------------------------------------ | --------------------- | -------------------- |
| Carburant                                  | Essence               | Diesel               |
| Moteur                                     | 4 cylindres turbo     | 4 cylindres turbo    |
| Cylindrée                                  | 1 998 cm3             | 1 995 cm3            |
| Puissance                                  | 150 ch                | 116 ch               |
| Couple                                     | 192 N m               | 250 N m              |
| Boîte de vitesses                          | Mécanique 5 rapports  | Mécanique 5 rapports |
| Transmission                               | Traction              | Traction             |
| Accélération 0 à 100 km/h en               | 11,4 s                | 12.5 s               |
| Vitesse maximale                           | 192 km/h              | 180 km/h             |
| Consommation (urbaine/extra-urbaine/mixte) | 11.3/6.8/8.5 ℓ/100 km | 8.1/5.3/6.5 ℓ/100 km |
| CO2                                        | 202 g/km              | 173 g/km             |
| Masse (DIN)                                | 1420 kg               | 1525 kg              |

### Autres références
1. ↑  Valeur de l'Ademe pour le modèle Avensis Verso 115 D-4D
2. ↑  Valeur de l'Ademe pour le modèle Avensis Verso 150 VVT-i BVA